# Parres
Parres és un conceyu del Principat d'Astúries. Limita al nord amb Caravia i Ribadesella, a l'est amb Cangues d'Onís, a l'oest amb Piloña i Colunga i al sud amb Amieva. La capital és la vila de Les Arriondes que concentra al voltant del 50% de la població de Parres (al voltant de 3.000 habitants).
L'economia de Parres es pot dividir entre el mitjà rural, on té importància el sector primari, amb una important cabanya ramadera, i el mitjà urbà (Les Arriondes) que destaca en el sector serveis i en menor mesura, en l'industrial. A Les Arriondes se celebra el famós Descens Internacional del Sella, cada primer dissabte d'agost (que no caigui en 1 o en 2). La població de Parres ha tendit al creixement en els últims anys, gràcies a l'auge comercial i de serveis de la seva capital (on es troba l'hospital Comarcal Francisco Gran Covián).
Al concejo de Parres es troben diverses forests i serres de renom a nivell autonòmic com són la Serra del Sueve,que té com cim més alt el Picu Pienzu (1159 msnm) i que divideix els concejos de Parres i de Colunga i més feia el sud tenim les forests de Cea i Cetin que serveixen de divisió entre els concejos de Parres, Posi i Piloña i el seu cim més significatiu és la mota de Cetin (1062 msnm).

## Història

### Prehistòria i època romana
Gràcies als jaciments arqueològics més antics que es troben en el concejo, podem dir que aquests so de l'època paleolítica inferior i mitja. Dintre d'aquests descobriments nomenarem a les troballes de La Rega, Rubiones, La Vega i Bada. Del Paleolític superior són els descobriments solutrians de Vega Benay, i sobretot els apareguts en la cova del Taragañu, en les proximitats d'Arobes. En aquesta cova són de gran valor els instruments lítics i ossis oposats. De l'època neolítica i de l'edat del bronze també hi ha troballes a Fresnidiello, les coves del Greyu i la Peruyal. Sempre es va tenir la idea que el Sella era la divisió que separava als pobles càntabre i astur, però això va quedar en dubte a l'aparèixer unes làpides a Fuentes i Sant Tomás de Collía que pertanyien al poble Orgenomesc, una fracció dels càntabres.

### Edat mitjana i moderna
De l'època medieval cal destacar els recintes fortificats de La Forcada i Mancobio, encara que estudis recents assenyalen que tals recintes no pertanyen a aquesta època, i els inclouen en temps posteriors. En el segle x Parres pertanyia a la província Premoriense i en els segles XI i xii es creu estava inclòs en territori d'Aguilar (Llanes). El primer document que es disposa és de l'any 926 relacionat amb la irrupció de l'església al concejo de Parres, gràcies a la donació de Ramir II de Lleó d'unes esglésies locals a L'Església d'Oviedo. En l'any 1374, Parres figura dintre dels territoris del comte Alfonso Enriquez, fill bastard del rei Enric II, i que després de les derrotes sofertes per ell regressen de nou a poder de la corona.
Durant la baixa edat mitjana es produïx un fiançament de poder d'algunes famílies nobles que, en col·laboració amb l'església, dona lloc als vedats senyorials de Fuentes, Les Arriondes i Cridis de Parres. En 1559 Felip II crea el càrrec de regidor del concejo de Parres, que va ser per a la casa de Nevares. A la fi del segle xvii i durant el XVIII, aquest càrrec va ser comprat diverses vegades, donant lloc a diverses lluites entre el concejo i qui hi ostentava, algunes amb motiu de l'aprofitament del riu Sella. Durant el segle xviii segueixen els tres vedats senyorials, si bé el vedat de Llames de Parres ja va perdre part del seu poder, El de Fuentes estava en poder del poble i el de Les Arriondes va ser venut per la casa de Nevares a un veí de Siero.

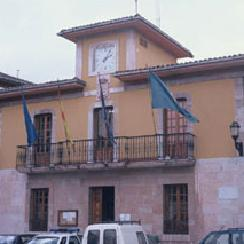
Ajuntament de Parres

### Edat contemporània
La dècada del 1900 va estar marcada per la guerra de la independència sent el fet més destacable en el concejo, la destrucció de La Reial Fàbrica Nacional de fulla de llauna, inaugurada quatre anys abans, i que va anar la primera indústria coneguda en el concejo. En 1827 es produïx una fita històrica en el concejo amb la desaparició dels tres vedats, unificant administrativament els concejos i traslladant la capital del concejo a Les Arriondes.
La segona meitat del segle va ser important per a la zona gràcies sobretot a les comunicacions per carretera amb Oviedo, Santander i Covadonga. L'arribada del segle XX porta la línia de ferrocarril d'Oviedo a Les Arriondes, concretament en 1903, enllaçant dos anys més tard amb Llanes i completant definitivament la línia Oviedo-Santander. Tot això, unit amb l'arribada dels capitals indianos suposa un enorme auge per a tot el concejo. Va ser Parres concejo pioner en el gaudi turístic, sent de destacar en 1930 el primer descens del Sella, principal festa i esdeveniment del concejo.
A partir de 1931 s'entra en una època recessiva en el concejo que culmina, com en la resta de l'Estat, en la contesa civil, sent Parres territori republicà fins a la caiguda a l'octubre del 37 per les tropes Navarreses. Llevat de la capital, el concejo sofreix un procés emigratori important durant els 60 i 70. Les Arriondes, no obstant això, s'ha convertit en centre neuràlgic de l'orient destacant sobretot l'Hospital de l'orient d'Astúries que cobreix les necessitats de l'orienti Astur.

## Geografia
El terreny de Parres és molt muntanyenc i abrupte, amb petites valls orientats en totes les adreces. La formació del sòl pot denominar-se com carbonífer i cretaci. Una plana de roca calcària i rocosa s'expandeix des de les muntanyes de Llabrés pels territoris de Posada, Fang, Celorio, passa per Parres i contínua cap a Poo i Llanes. La faixa de cuartiza que creua obliquament el sud-est de Llanes, es manté estreta i d'altura inconstante fins que es fa baixa en el sud de Parres.

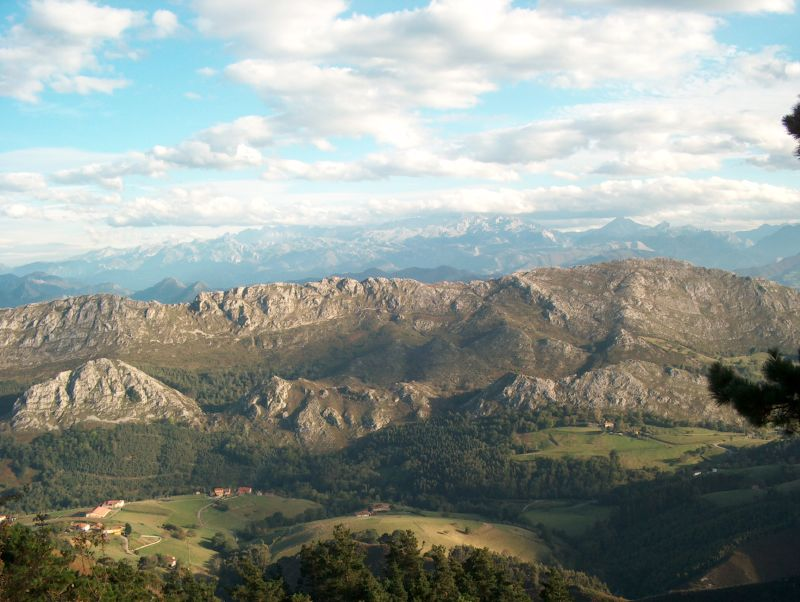
Vista de la Sierra del Sueve

Dintre de la xarxa muntanyenca del concejo, cal comentar que aquesta és el que es pot dir molt complicada, per la varietat de serralades i pics grans i petits que ocupen el concejo. Pel nord apareixen una sèrie de serralades i serres que fan d'aquestes una part molt característica d'Astúries, com són la Serra del Sueve amb el pico Pienzu al capdavant (1.232 m), la serra de Llavayos, la de Calabrés i el bec de Moros en l'extrem Nord-est. En la part central cap destacar la suavitat de la zona, ja que encara que hagi una petita ondulació és la part menys abrupta del concejo. En el sud cal destacar els monts Cea i Cetín.

### Hidrografía
La xarxa hidrogràfica també és important, tenint el concejo dos grans rius com són el Piloña, que divideix gairebé per la meitat el concejo, transcorrent d'oest a est i inclinat a l'est; i el Sella, el més cabalós de la zona, que reparteix les seves aigües entri Cangues d'Onís i Parres i que desemboca al mar Cantàbric en la veïna Ribadesella. És per altra banda element limítrof per l'orient del concejo.

### Clima
El clima és suau i humit, però presenta una gran varietat de microclima degut sobretot a l'orientació de les valls i la configuració del terreny.

### Flora i fauna
La vegetació del concejo també és variada destacant matolls a l'alta muntanya, així com pins, faigs, eucaliptuss, castanys i avellaners. La fauna principal està representada sobretot en la truita i el salmó en la seva xarxa hidrogràfica, i pels asturcons en les muntanyes, cavall aquest autòcton que cada vegada està en major regressió. Les aus més vistes són la garsa i el corb.

## Divisió parroquial
El Concejo de Parres es divideix en 17 parròquies: 
| - Bode - Castiello - Cayarga - Cofiño - Collía - Cuadroveña | - Fíos - Huera de Dego - Llerandi - Margolles - Montes de Sebares - Nevares | - Pendás - San Juan de Parres - Sorribas - Viabaño - Villanueva |

## Evolució Demogràfica
Com la resta dels concejos orientals, Parres també va ser un concejo d'emigració a Amèrica durant finals del segle xix i començaments del xx. Ja a partir de la meitat de la centúria passada els llocs de destinació canvien, sent les zones centre d'Europa, Espanya i Astúries les quals recullen el testimoni d'aquests moviments. La població està bastant envellida i molt concentrada en la capital del concejo, Les Arriondes. Actualment, està repartida en 17 parròquies sent la més important la de Cuadroveña que és la qual acull la capital.

## Economia
Parres ha estat sempre un concejo l'activitat primordial del qual havia estat l'agricultura i la ramaderia, on predominava l'ús del minifundi en la pagesia. Avui dia aquesta activitat es dona en pocs nuclis de població i va sent cada vegada menor la seva influència en l'economia local, representant a un 23,47% de la població ocupada, sent la ramaderia l'activitat que concentra un nombre més gran d'ocupacions. El bestiar boví és el qual més es treballa, estant orientada la seva producció, generalment, cap al sector lacti.
Referent a la indústria i a la construcció, mai ha estat Parres destacat en aquest sector, sent de destacar la fàbrica làctia que hi ha en la sortida cap a Colunga, i la fàbrica de llauna que estava situada a Fontameña. Avui dia el sector secundari només genera el 20,02% de les ocupacions locals, sent la branca de la construcció l'única que ha sofert un augment considerable, d'acord amb el succeït en tota la regió Asturiana. En el que sí que hi ha hagut un canvi fonamental és en el sector terciari, en el qual el concejo ha crescut molt notablement, sent avui dia el centre administratiu i servicial de tota la comarca oriental d'Astúries. Aquest desenvolupament en aquest sector ha estat causa sobretot a les bones comunicacions que disposa el concejo, tant per carretera com per ferrocarril, que ha fet que el concejo es desenvolupi ràpidament. En l'actualitat genera el 56,61% de l'ocupació municipal.

## Política
Al concejo de Parres, des de 1979, l'únic partit que ha governat ha estat el PSOE (vegeu Llista d'alcaldes de Parres). L'actual alcalde és Manuel Millán García González, que juntament amb Emilio Pando i Manuel Alonso, han estat els únics alcaldes democràtics del municipi.
|      | PSOE | PP | IU-BA | CDS | URAS | Altres | Total |
| ---- | ---- | -- | ----- | --- | ---- | ------ | ----- |
| 1979 | 6    | 0  | 0     | 6   | -    | 1      | 13    |
| 1983 | 7    | 4  | 0     | 2   | -    | 0      | 13    |
| 1987 | 8    | 3  | 0     | 2   | -    | 0      | 13    |
| 1991 | 8    | 3  | 2     | -   | -    | 0      | 13    |
| 1995 | 8    | 3  | 2     | -   | -    | 0      | 13    |
| 1999 | 6    | 1  | 2     | -   | 4    | 0      | 13    |
| 2003 | 7    | 5  | 1     | -   | 0    | 0      | 13    |
| 2007 | 5    | 5  | 3     | -   | 0    | 0      | 13    |